# Hans-Joachim Klimkeit
Hans-Joachim Klimkeit (* 22. Juli 1939 in Ranchi, Indien; † 7. Februar 1999) war ein deutscher vergleichender Religionswissenschaftler.
Hans Joachim Klimkeit stammte aus einer Missionarsfamilie. Sein Vater Johannes Klimkeit arbeitete für die Gossner Mission in Indien. Das Abitur legte er auf dem Söderblom-Gymnasium in Espelkamp (Nordrhein-Westfalen) ab. Anschließend studierte er in Neuendettelsau, Tübingen, Bonn und Harvard evangelische Theologie, Mathematik, Indologie (v. a. bei Helmuth von Glasenapp) und vergleichende Religionswissenschaft. Er promovierte und habilitierte sich bei Gustav Mensching in Bonn und wurde 1972 als Nachfolger dieses bedeutendsten Rudolf-Otto-Schülers Professor für vergleichende Religionswissenschaft an der Universität Bonn. Außerdem wurde er Direktor des Bonner Seminars für vergleichende Religionswissenschaft. 1978 wurde er Mitherausgeber der ZRGG, 1987 Mitherausgeber der TRE. Infolge einer schweren Krankheit starb er am 7. Februar 1999 und hinterließ drei Söhne: Dirk, Bernd und Kai.
Seine religionswissenschaftlichen Hauptforschungsgebiete waren der östliche Manichäismus, der Buddhismus, die Gnosis und die problemorientierte Religionsphänomenologie.

## Auszeichnungen
1985 Mitglied der Nordrhein-Westfälische Akademie der Wissenschaften und der Künste

## Veröffentlichungen (Auswahl)
- Das Wunderverständnis Ludwig Feuerbachs in religionsphänomenologischer Sicht. Bonn 1965.
- Bibliography of Manichaean materials. New York 1980
- Manichean Art and Calligraphy. 1982
- als Hrsg.: Götterbild in Kunst und Schrift. 1985.
- Die Seidenstraße. Handelsweg und Kulturbrücke zwischen Morgen- und Abendland. Köln 1988; 2. Auflage ebenda 1990
- Der Buddha – Leben und Lehre. 1990.
- mit Helwig Schmidt-Glintzer (Hrsg.): Japanische Studien zum östlichen Manichäismus. 1991
- Gnosis on the Silk Road Gnostic Texts from Central Asia. 1993
- als Hrsg.: Tod und Jenseits im Glauben der Völker. 1994
- Zum Inhalt der alttürkischen Maitrisimit. In: Suhrllekhah. Festgabe für Helmut Eimer. Swisttal-Odendorf 1996 (Indica et Tibetica 28), S. 111–119
- Manichäische Kunst an der Seidenstraße. Alte und neue Funde. Opladen 1996 (Nordrhein-Westfälische Akademie der Wissenschaften, Vorträge G 338)
- mit Manfred Heuser: Studies in Manichean Literature and Art. (Nag Hammadi and Manichean Studies XLVI) 1998
- mit Geng Shimin, J.P. Laut: Eine buddhistische Apokalypse. Die Höllenkapitel (20-25) und die Schlußkapitel (16-27) der Hami-Handschrift der alttürkischen Maitrisimit. Opladen 1998 (ARWAW 103)
- mit Ian Gillman: Christians in Asia before 1500. 1999.